# Parapyrrhicia dentipes
Parapyrrhicia dentipes is een rechtvleugelig insect uit de familie sabelsprinkhanen (Tettigoniidae). De wetenschappelijke naam van deze soort is voor het eerst geldig gepubliceerd in 1899 door Saussure.